# Cot Keng
Cot Keng is een bestuurslaag in het regentschap Pidie Jaya van de provincie Atjeh, Indonesië. Cot Keng telt 204 inwoners (volkstelling 2010).